# Euphorbia strigosa
Euphorbia strigosa es una especie fanerógama perteneciente a la familia de las euforbiáceas. Es endémica de México. 
.

## Taxonomía
Euphorbia strigosa fue descrita por Hook. & Arn. y publicado en The Botany of Captain Beechey's Voyage 310. 1841[1838].
Etimología
Euphorbia: nombre genérico que deriva del médico griego del rey Juba II de Mauritania (52 a 50 a. C. - 23), Euphorbus, en su honor – o en alusión a su gran vientre –  ya que usaba médicamente Euphorbia resinifera. En 1753 Carlos Linneo asignó el nombre a todo el género.
strigosa: epíteto latino que significa "con cerdas".
Sinonimia
- Euphorbia asperifolia Engelm. ex Boiss.
- Euphorbia pedunculata Klotzsch ex Jabl.
- Poinsettia pedunculata Klotzsch & Garcke
- Poinsettia strigosa (Hook. & Arn.) Arthur[5][6]